# Polyplax calomysci
Polyplax calomysci är en insektsart som beskrevs av Kim och Emerson 1971. Polyplax calomysci ingår i släktet Polyplax och familjen ledlöss. Inga underarter finns listade i Catalogue of Life.